# Göd
Göd là một thành phố thuộc hạt Pest, Hungary. Thành phố này có diện tích 22,24 km², dân số năm 2010 là 18118 người, mật độ 815 người/km².